# Baldwin (township, Pennsylvania)
Baldwin  è una township degli Stati Uniti d'America, nella contea di Allegheny nello Stato della Pennsylvania. Secondo il censimento del 2000 la popolazione è di 2.244 abitanti.

## Società

### Evoluzione demografica
La composizione etnica vede una prevalenza della razza bianca (98,62%), seguita da quella asiatica (0,58%), dati del 2000.
| township di Baldwin Popolazione |       |
| 2000                            | 2.244 |
| Stima al 2009                   | 2.001 |